# ホロディーシチェ (ビーラ・ツェールクヴァ地区)
ホロディーシチェ（ウクライナ語：Городи́ще；意訳：「城市」）は、ウクライナのキーウ州ビーラ・ツェールクヴァ地区にある村。ローシ川河岸に位置する。16世紀に創建された。面積は約1.2km²（2005年）。人口は191人（2005年）。